# Poeonoma similis
Poeonoma similis är en fjärilsart som beskrevs av Willie Horace Thomas Tams och Wray Merrill Bowden 1953. Poeonoma similis ingår i släktet Poeonoma och familjen nattflyn. Inga underarter finns listade i Catalogue of Life.